# 虛假意識
虛假意識（英語：false consciousness）是某些馬克思主義者使用的名詞，是指資本主義社會之中，刻意向無產階級灌輸，有關物質性、意識形態和體制的誤導性想法，目的是要隱瞞無產階級正在被剝削的事實。

## 歷史
德國哲學家弗里德里希·恩格斯在一封1893年寫給勞工權益活躍人士法蘭茲·梅林的信件中以「虛假意識」來形容有被統治階級自願地為統治階級的理念背書，儘管其理念的目標並不會讓被統治階級獲得任何利益。

## 影響
- 美國左派網絡媒體Vox在2019年的政治社評中，談論了福斯新聞的時事評論員塔克·卡森經常利用其清談秀散播虛假意識，目的是轉移大眾對右派特別是時任美國總統唐納德·特朗普剝削窮人偏幫富人的政策的視線[3]。

## 另見
- 階級意識
- 意識覺醒
- 潛意識

## 外部連結
- Ideology and False Consciousness Joseph McCarney （页面存档备份，存于）